# Jeremiáš
Jeremiáš (z hebrejského יִרְמְיָהוּ) je mužské křestní jméno.
Jméno má hebrejský původ, slovo „Jirmejahu“, vykládá se jako Bohem vystřelený, povýšený nebo Bůh stoupá výš.

## Domácké podoby
Jerry, Jerek, Mias, Jerďa, Jerďánek, Jerďula, Jerouš, Jerdík. Při zdrobnělinách se navíc ve shodném významu zaměňuje hebrejské jméno Jeremiáš (ang. Jeremy, Jerry) s řeckým jménem Jeroným (ang. Jerome).

## Známí nositelé jména
- Jeremjáš – starozákonní prorok.
- Jeremiah Johnson – americký ragbista
- Jeremiah Wright – americký baptistický duchovní
- Jeremiah Rangel – kytarista pop-punkové kapely MEST
- Myšák Jerry – fiktivní myš ze seriálu Tom a Jerry
- Jeremiah – hlavní hrdina stejnojmenného televizního seriálu (ČSFD IMDb)